# Boston Celtics 1973-1974
La stagione 1973-74 dei Boston Celtics fu la 28ª nella NBA per la franchigia.
I Boston Celtics vinsero la Atlantic Division della Eastern Conference con un record di 56-26. Nei play-off vinsero la semifinale di conference con i Buffalo Braves (4-2), la finale di conference con i New York Knicks (4-1), vincendo poi il titolo battendo nella finale NBA i Milwaukee Bucks (4-3).

## Eastern Conference
| Squadra            | V  | P  | %    | GB |
| ------------------ | -- | -- | ---- | -- |
| Boston Celtics C   | 56 | 26 | 68,3 | -  |
| N.Y. Knicks        | 49 | 33 | 59,8 | 7  |
| Buffalo Braves     | 42 | 40 | 51,2 | 14 |
| Philadelphia 76ers | 25 | 57 | 30,5 | 31 |

## Roster
| \| Pos. \| Num. \| Naz. \| Nome \| Altezza \| Peso \| Data nascita \| Provenienza \| \| ---- \| ---- \| ---- \| --------------- \| ------- \| ------ \| ------------ \| ------------------- \| \| G \| 12 \| \| Chaney, Don \| 196 cm \| 95 kg \| 22-03-1946 \| Houston \| \| A/C \| 18 \| \| Cowens, Dave \| 206 cm \| 104 kg \| 25-10-1948 \| Florida State \| \| C \| 32 \| \| Downing, Steve \| 203 cm \| 102 kg \| 09-09-1950 \| Indiana \| \| C \| 29 \| \| Finkel, Hank \| 213 cm \| 109 kg \| 20-04-1942 \| Dayton \| \| A \| 20 \| \| Hankinson, Phil \| 203 cm \| 88 kg \| 26-07-1951 \| Pennsylvania \| \| G/AP \| 17 \| \| Havlicek, John \| 196 cm \| 92 kg \| 08-04-1940 \| Ohio State \| \| A/C \| 11 \| \| Kuberski, Steve \| 203 cm \| 98 kg \| 06-11-1947 \| Bradley \| \| A \| 19 \| \| Nelson, Don \| 198 cm \| 95 kg \| 15-05-1940 \| Iowa \| \| A/C \| 35 \| \| Silas, Paul \| 201 cm \| 100 kg \| 12-07-1943 \| Creighton \| \| G \| 44 \| \| Westphal, Paul \| 193 cm \| 88 kg \| 30-11-1950 \| Southern California \| \| G \| 10 \| \| White, Jo Jo \| 191 cm \| 86 kg \| 16-11-1946 \| Kansas \| \| G \| 7 \| \| Williams, Art \| 185 cm \| 82 kg \| 29-09-1939 \| Cal Poly - Pomona \| | Allenatore - Tom Heinsohn Assistente/i - John Killilea - Frank Challant - Mark Volk Legenda - (C) Capitano - (FA) Free agent - (S) Sospeso - (TW) Contratto Two-way - (GL) Assegnato a squadra G League affiliata - Infortunato Roster • Transazioni · Ultima transazione: 27 maggio 1974 |                        |                 |         |        |              |                     |
| Pos. | Num. | Naz.                   | Nome            | Altezza | Peso   | Data nascita | Provenienza         |
| G | 12 | Stati Uniti (bandiera) | Chaney, Don     | 196 cm  | 95 kg  | 22-03-1946   | Houston             |
| A/C | 18 | Stati Uniti (bandiera) | Cowens, Dave    | 206 cm  | 104 kg | 25-10-1948   | Florida State       |
| C | 32 | Stati Uniti (bandiera) | Downing, Steve  | 203 cm  | 102 kg | 09-09-1950   | Indiana             |
| C | 29 | Stati Uniti (bandiera) | Finkel, Hank    | 213 cm  | 109 kg | 20-04-1942   | Dayton              |
| A | 20 | Stati Uniti (bandiera) | Hankinson, Phil | 203 cm  | 88 kg  | 26-07-1951   | Pennsylvania        |
| G/AP | 17 | Stati Uniti (bandiera) | Havlicek, John  | 196 cm  | 92 kg  | 08-04-1940   | Ohio State          |
| A/C | 11 | Stati Uniti (bandiera) | Kuberski, Steve | 203 cm  | 98 kg  | 06-11-1947   | Bradley             |
| A | 19 | Stati Uniti (bandiera) | Nelson, Don     | 198 cm  | 95 kg  | 15-05-1940   | Iowa                |
| A/C | 35 | Stati Uniti (bandiera) | Silas, Paul     | 201 cm  | 100 kg | 12-07-1943   | Creighton           |
| G | 44 | Stati Uniti (bandiera) | Westphal, Paul  | 193 cm  | 88 kg  | 30-11-1950   | Southern California |
| G | 10 | Stati Uniti (bandiera) | White, Jo Jo    | 191 cm  | 86 kg  | 16-11-1946   | Kansas              |
| G | 7 | Stati Uniti (bandiera) | Williams, Art   | 185 cm  | 82 kg  | 29-09-1939   | Cal Poly - Pomona   |